# Республіка Галісії
Республіка Галісії - була короткотривалою державою що проіснувала кілька годин з 27 по 28 червня 1931 року. Вона була проголошена місцевими націоналістами та робітниками що були незадоволені "радою міністрів" котра вирішила припинити будівництво залізної дороги між Саморою та Ла-Коруньєю. 

## Історія

### Передумови
Через специфічний, гірський рельєф Галісії вона завжди була ізольована від основної частини Іспанії з чого виникали сепаратистські бажання. До того ж на і так складну ситуацію наклалося нехтування уряду Іспанії проблемами регіону. В 1931 році Іспанська Монархія перетворилася на Другу Іспанську Республіку керівництво котрої визнало будівництво залізниці що сполучала регіон з основною Іспанією нерентабельним, отже міністр фінансів Індалесіо Прієто наказав презупинити проект на невизначений час, через що 12000 людей залишилися без праці та оголосили страйк. 

### Формування
Страйк робітників підтримали місцеві купці, галісійські націоналісти та дрібна буржуазія. Страйк тривав три дні до 25-ого червня.
В останній день, о другій годині ночі протестувальники підняли над будівлею міської мерії в Оренсо національний прапор Галісії. На цьому страйк скінчився проте почалися нові анти-урядові демонстрації та протести. 
Через 2 дні, 27 червня мітинг у столиці Галісії -  Сантьяго-де-Компостелі зібралися місцеві комуністи, націоналісти та робітники що вивісили національний прапор над Ратушею. Згодом у кількох інших містах теж спалахнули мітинги.

### Розпуск
28-ого червня, перш ніж повстання встигло спалахнути іспанський уряд пійшов на поступки та відновив будівництво залізниці.

## Наслідки та спадок
Ряд націоналістичних та лівих організацій Галісії досі святкують 27 червня як свій національний день.

## Див. Також
- Галісійський Націоналізм
- Галісія